# Carel van Wankum
Carel Anthonie van Wankum (* 22. April 1896 in Amsterdam; † 20. Oktober 1961 in Rotterdam) war ein niederländischer Ruderer.

## Karriere
Carel van Wankum gewann bei den Europameisterschaften 1925 und 1926 mit Hein van Suylekom und Steuermann C. Quispel die Bronzemedaille im Zweier mit Steuermann. 1927 holten van Sulykom und van Wankum ebenfalls Bronze, diesmal im Zweier ohne Steuermann. Ein Jahr später starteten die beiden bei den Olympischen Sommerspielen in Amsterdam. Im Viertelfinale der Zweier ohne Steuermann-Regatta unterlagen sie dem deutschen Boot.